# الأكاديمية الصينية للهندسة
الأكاديمية الصينية للهندسة (بالإنجليزية: Chinese Academy of Engineering)‏   هي أكاديمية علوم، تأسست في 1993، في الصين.